# Свята Республіки Сербської
Свята Республіки Сербської (серб. Одмор у Републици Српској) — офіційно встановлені в країні святкові дні, професійні свята та пам'ятні дні. Дати цих днів визначаються спеціальним законом, який вперше був прийнятий у 1992 році.
| Дата      | Українська назва                       | Оригінальна назва             |
| --------- | -------------------------------------- | ----------------------------- |
| 1 січня   | Новий рік                              | Нова година                   |
| 5 січня   | Туциндан                               | Туциндан                      |
| 9 січня   | День Республіки                        | Дан Републике                 |
| 27 січня  | День Сави                              | Савиндан                      |
| 4 квітня  | День поліції                           | Дан полиције Републике Српске |
| 1 травня  | День міжнародної солідарності трудящих | Међународни празник рада      |
| 9 травня  | День Перемоги                          | Дан побједе над фашизмом      |
| 12 травня | День армії Республіки Сербська         | Дан Војске Републике Српске   |